# Epir (perifèria)
La Perifèria de l'Epir constitueix una de les 13 regions administratives de Grècia. És vorejada a l'oest per la mar Jònica, i limita al sud-oest d'Albània, al nord amb la regió de Macedònia Occidental, a l'est amb la regió de Tessàlia. La perifèria (capital: Ioànnina, 57.000 habitants) està dividida en 4 «unitats perifèriques» que corresponen a les antigues prefectures abolides el 2010.

## Geografia
Regió muntanyosa (2.646 m al mont Smolikas) i poc fèrtil, l'Epir tanca els llacs en si mateixos (se'n parla d'endorreisme), com ara el de Ioànnina, una de les ciutats principals. La plana litoral és més fèrtil. El relleu i el clima amb neu a l'hivern aïllen encara, de vegades, aquesta regió de la resta del món durant l'hivern. L'Epir és conegut per a la bellesa dels seus paisatges: alts penya-segats calcaris del Timfeu, Gorges de Vikos, vastos boscos de roures, i després de coníferes, seguint la ruta de Ioànnina a Métsovo i una vall humida on s'amaga el santuari de Zeus dodoneu.
Des de la reforma Kallikratis de 2010, els antics nomossos de Tespròcia, Ioànnina, Arta i Prévza han estat reemplaçats per noves entitats administratives anomenades unitats perifèriques o unitats regionals, les fronteres de les quals no han estat modificades. L'organització municipal n'ha estat simplificada: el nombre de municipis passa de 76 a 18.

## Història
La turcocràcia a Epir s'acabà el 21 de febrer de 1913 amb la presa de la ciutat de Ioànnina i l'annexió de la regió per part de Grècia. Aquesta regió va patir particularment els efectes de la Guerra Civil grega, que es va perllongar fins al 1949, i oposà monàrquics i comunistes.